# Mansonia suarezi
Mansonia suarezi is een muggensoort uit de familie van de steekmuggen (Culicidae). De wetenschappelijke naam van de soort is voor het eerst geldig gepubliceerd in 1976 door Cova Garcia & Sutil Oramas.